# القنصلية العامة لسويسرا في شيكاغو
القنصلية العامة لسويسرا في شيكاغو هي بعثة دبلوماسية تمثل سويسرا تهدف إلى خدمة الغرب الأوسط للولايات المتحدة. وبحسب ما ورد كانت أول دولة تنشئ قنصلية عامة في المدينة في عام 1864، أعيد افتتاح القنصلية في موقع جديد في عام 2019 بعد توقف دام خمس سنوات. تم افتتاح مكتب جديد داخل برج هانكوك في عام 2021، مع اكتساب التصميم الداخلي الحديث بعض الاهتمام الإعلامي.

## تاريخ
في الأصل، تم افتتاح القنصلية في ديترويت عام 1850 كمنصب فخري. في عام 1864، تم نقل القنصلية إلى شيكاغو، ويقال إنها أول بعثة من هذا النوع في المدينة؛ ومع ذلك، استمرت البعثة في العمل من قبل القناصل الفخريين حتى عام 1933، ثم تمت ترقيتهم لاحقًا إلى القنصلية العامة في 30 مايو 1958. 
أُعلن أن القنصلية ستغلق في عام 2012 كجزء من تفويض حكومي لتقليص الوجود الدبلوماسي السويسري لتقليل النفقات. على الرغم من الاحتجاج على القرار من قبل نادي شيكاغو السويسري، الذي قدم التماسًا للقنصلية أن تظل مفتوحة،  وعُقدت مناقشات في البرلمان السويسري لإعادة تقييم التخفيضات بشكل عام،  تمت الموافقة على الإغلاق في النهاية، مع قرار البرلمان إنشاء قنصلية فخرية مكانه. تم إغلاق البعثة كما هو مخطط لها في عام 2014، مع اضطلاع بعثات واشنطن العاصمة ونيويورك بواجباتها القنصلية.  ومع ذلك، أدت زيادة الاستثمار السويسري في شيكاغو والمناطق المحيطة بها إلى الإعلان في عام 2018 عن إعادة فتح القنصلية. في سبتمبر 2019، أعيد فتح القنصلية بتوجيه من رئيس الشؤون الخارجية آنذاك إغنازيو كاسيس، الذي وصف قرار إغلاق القنصلية في المقام الأول بأنه «خطأ» في مقابلة عام 2021. ومع ذلك، لم يتم استعادة الخدمات القنصلية، مع بقاء ترتيب 2014 في مكانه.   وفقًا للموقع الإلكتروني، لا يزال هذا هو الحال حتى أغسطس 2021.
تم تصميم المبنى الحالي، الواقع في مركز جون هانكوك، من قبل HHF Architects و Kwong Von Glinow. وافتتح في 21 يوليو 2021. التصميم الداخلي مستوحى من أعمال المهندس المعماري السويسري الأمريكي Otto Kolb [الإنجليزية] ، اكتسبت بعض التغطية لاستخدامها للحداثة والإضاءة و «النواة الخضراء». 

## روابط خارجية
الموقع الرسمي
للقنصلية السويسرية في شيكاغو.